# Wasilij Łobozow
Wasilij Andriejewicz Łobozow (ros. Василий Андреевич Лобозов, ur. 19 stycznia?/1 lutego 1913 we wsi Wasilowo, obecnie w obwodzie smoleńskim, zm. 30 listopada 1944 na Węgrzech) – radziecki lotnik wojskowy, Bohater Związku Radzieckiego (1944)

## Życiorys
Urodził się w rodzinie chłopskiej. Skończył 7 klas i szkołę uniwersytetu fabryczno-zawodowego w Wiaźmie, później pracował w Smoleńsku, od 1932 mieszkał w Moskwie, gdzie pracował jako ślusarz w fabryce. Od 1935 służył w Armii Czerwonej, ukończył szkołę młodszych specjalistów lotniczych w Woroneżu i został strzelcem-radzistą, w 1936 został wysłany do Hiszpanii w składzie załogi bombowca w brygadzie międzynarodowej, który do 1937 wykonał 153 loty bojowe. W 1939 ukończył wojskową szkołę lotniczą w Stalingradzie i został skierowany do 40 pułku lotnictwa bombowego Sił Powietrznych Floty Czarnomorskiej na Krymie, w 1940 został członkiem WKP(b). Od czerwca 1941 uczestniczył w wojnie z Niemcami, bombardując stacje kolejowe, wojska i technikę wroga, m.in. podczas walk o Odessę (wykonał wówczas 29 lotów bojowych), podczas jednej z akcji bojowych został ciężko ranny. Później brał udział w walkach o Sewastopol, zniszczył wówczas na ziemi 8 samolotów wroga. W kwietniu 1943 został skierowany na wyższe kursy oficerskie Sił Powietrznych Marynarki Wojennej, po ukończeniu których został zastępcą dowódcy 30 pułku lotniczego. Do marca 1944 wykonał 185 lotów bojowych. Zginął podczas walk na Węgrzech. Został pochowany w Sakach.

## Odznaczenia
- Złota Gwiazda Bohatera Związku Radzieckiego (16 maja 1944)
- Order Lenina
- Order Czerwonego Sztandaru (trzykrotnie)
- Order Wojny Ojczyźnianej I klasy

I medale.